# The First Step: Chapter Three
The First Step: Chapter Three – trzeci single album południowokoreańskiego zespołu Treasure, wydany 6 listopada 2020 roku przez wytwórnię YG Entertainment. Jest to trzecie wydawnictwo z serii „The First Step”.
Singel sprzedał się w nakładzie ponad 232 134 egzemplarzy w Korei Południowej (stan na grudzień 2020). Zdobył platynowy certyfikat w kategorii albumów.

## Tło i promocja
12 października 2020 roku, za pośrednictwem swojej oficjalnej strony internetowej, YG Entertainment poinformowało, że grupa przygotowuje się do wydania kolejnego singla The First Step: Chapter Three, a pierwszy zwiastun został wydany 26 października.

## Sprzedaż
Według YG singel The First Step: Chapter Three przekroczył 210 tys. fizycznych zamówień w przedsprzedaży. Single album zajął 1. miejsce na liście albumów Gaon w 46. tygodniu 2020 roku. Zadebiutował na czwartym miejscu miesięcznej listy albumów, sprzedając w listopadzie w około 218 855 egzemplarzach.

## Lista utworów
| CD | CD                                                        | CD                                  | CD                                                                     | CD                             | CD      |
| Nr | Tytuł utworu                                              | Tekst                               | Kompozycja                                                             | Aranżacja                      | Długość |
| -- | --------------------------------------------------------- | ----------------------------------- | ---------------------------------------------------------------------- | ------------------------------ | ------- |
| 1. | „Eum (Mmm)” (kor. 음 (Mmm))                               | Godok, Choi Hyun-suk, Haruto, Yoshi | Future Bounce, AFTRSHOK, Czaer, Awry, Jan Baars, Nathan Lewis, Brian U | Future Bounce, AFTRSHOK, Czaer | 3:28    |
| 2. | „Orange” (kor. 오렌지 (Orange))                           | Asahi, Haruto, Choi Hyun-suk, Yoshi | Asahi, Future Bounce                                                   | Future Bounce                  | 4:16    |
| 3. | „Eum (Mmm)” (kor. 음 (Mmm)) (Instrumental) (tylko CD)     |                                     | Future Bounce, AFTRSHOK, Czaer, Awry, Jan Baars, Nathan Lewis, Brian U | Future Bounce, AFTRSHOK, Czaer | 3:28    |
| 4. | „Orange” (kor. 오렌지 (Orange)) (Instrumental) (tylko CD) |                                     | Asahi, Future Bounce                                                   | Future Bounce                  | 4:16    |

## Notowania
| Lista                   | Pozycja |
| ----------------------- | ------- |
| Gaon Weekly Album Chart | 1       |
| Five Music (Tajwan)     | 9       |